# UFC 59
UFC 59: Reality Check è stato un evento di arti marziali miste tenuto dalla Ultimate Fighting Championship il 15 aprile 2006 all'Arrowhead Pond di Anaheim, Stati Uniti.

## Retroscena
Thiago Alves avrebbe dovuto vedersela con Drew Fickett, ma causa un infortunio venne rimpiazzato con Derrick Noble.
Evan Tanner avrebbe dovuto affrontare Jeremy Horn, ma quest'ultimo s'infortunò e venne sostituito con Justin Levens.
David Terrell sconfisse Scott Smith con uno strangolamento in una frazione di gara apparentemente interrotta dall'arbitro, durante la quale Smith smise di combattere; nei giorni successivi all'incontro Smith cercò in tutti i modi tramite reclami di far cambiare il risultato dell'incontro in "No Contest", senza riuscirci.

## Risultati

### Card preliminare
- Incontro categoria Pesi Welter:  Derrick Noble contro  Thiago Alves

Alves sconfisse Noble per KO Tecnico (pugni) a 2:54 del primo round.
- Incontro categoria Pesi Mediomassimi:  Jason Lambert contro  Terry Martin

Lambert sconfisse Martin per KO Tecnico (colpi) a 2:37 del secondo round.
- Incontro categoria Pesi Medi:  David Terrell contro  Scott Smith

Terrell sconfisse Smith per sottomissione (strangolamento da dietro) a 3:08 del primo round.
- Incontro categoria Pesi Welter:  Karo Parisyan contro  Nick Thompson

Parisyan sconfisse Thompson per sottomissione (colpi) a 4:44 del primo round.

### Card principale
- Incontro categoria Pesi Massimi:  Jeff Monson contro  Márcio Cruz

Monson sconfisse Cruz per decisione divisa (30–27, 28–29, 29–28).
- Incontro categoria Pesi Medi:  Evan Tanner contro  Justin Levens

Tanner sconfisse Levens per sottomissione (strangolamento triangolare) a 3:11 del primo round.
- Incontro categoria Pesi Mediomassimi:  Tito Ortiz contro  Forrest Griffin

Ortiz sconfisse Griffin per decisione divisa (30–27, 28–29, 29–27).
- Incontro categoria Pesi Welter:  Sean Sherk contro  Nick Diaz

Sherk sconfisse Diaz per decisione unanime (30–27, 30–27, 30–27).
- Incontro per il titolo dei Pesi Massimi:  Andrei Arlovski (c) contro  Tim Sylvia

Sylvia sconfisse Arlovski per KO Tecnico (pugni) a 2:43 del primo round e divenne il nuovo campione dei pesi massimi.